# 白檮山氏
白檮山氏、白梼山氏（かしやまし）は、信濃国佐久郡小諸本町（長野県小諸市本町）発祥の稀少な姓。本町は小諸城（城主・牧野氏）城下の商人町である。樫山敬（鳩屋）の長男が分家したのが家祖である。

## 小諸樫山氏と白檮山氏の概要
明治期の町人の様子を描いた小諸商人太平記に、諸国銘茶・煙草を販売していた商家の樫山（屋号は鳩屋）として登場する。
樫山敬の長男であった樫山春利が、幕末・維新期に国学・歌学を学び、家業を継がずに分家して、樫を白檮と改め壬申戸籍編成時に届出をなしたのが白檮山姓のおこりである。
春利の弟は、樫山姓を称した。3人の男子が子孫を残したが、その2番目の男子の家系から、樫山純三（オンワード樫山の創業者。中央競馬会・馬主）、樫山欽四郎（早稲田大学教授・哲学者・ヘーゲル研究家。女優・樫山文枝の父）などが出た。　 
鳩屋の遠祖は、甲斐国の戦国大名の武田氏配下の寄子の一戸、樫山氏であったという伝説もあるが、小諸領内旧家録（東京大学史料編纂所・小諸図書館蔵）や、小諸領内の特権的商人や、旧家・名家を記載した小諸藩文書（東京大学史料編纂所蔵）には、樫山姓は一切みられない。よって江戸時代は苗字を許されていなかったことがわかる。
鳩屋は、小諸藩重臣の牧野氏（牧野八郎左衛門家）と、真木氏と親しかったとされる。小諸騒動では一時、牧野・真木の反対派の首領である家老「加藤六郎兵衛成美」が覇権を握り、鳩屋までも謹慎処分に付されている。よって、鳩屋は藩重臣の家と付き合うレベルの家であったことが、うかがわれる。
また牧野家文書によると、明治初年ごろ罪があり、数ヵ月間ではあるが縄目となり鳩屋兄弟は、入牢・服役していたとする記述が現存している。

## 島崎藤村との関係
白檮山氏は、所有していた地所の近くに信越本線小諸駅が開業して、資産家となり、没落していた小諸の名門士族と通婚した。
同氏は、不動産賃貸業や、小料理店（店名は福住）経営などに手を染めた。
この賃借人の一人に島崎藤村がいて、大家（賃貸人・白檮山虎治）と交流を持ったため、藤村研究において、白檮山氏が登場することになる。
1904年（明治37年）1月13日に藤村は「破戒」の構想に着手したといわれるが、白檮山いそぢ（虎治の長女・春利の孫女）と、三村きのを同行して、雪の飯山真宗寺（破戒の蓮華寺）を訪れた。翌日対岸に出て、そり遊びをした。
また藤村の著作「千曲川のスケッチ」に、白檮山いそぢが、「I」さんとして、アルファベットで登場する。

## 葬地
小諸市の曹洞宗・海応院（樫山氏の葬地も同じ）。
白檮山いそぢには、兄（利貞）がいたが婿養子（条之助（））と結婚したため、彼女も同家の墓地に眠る。